# 湖南工学院
26°53′55″N 112°34′18″E / 26.89865°N 112.571726°E
湖南工学院是位于湖南省衡阳市的一所高等院校，由原湖南建材高等专科学校与原湖南大学衡阳分校合并组建而成。

## 沿革
- 1978年衡阳基础大学创建
- 1985年衡阳基础大学更名为湖南建材工业专科学校
- 1994年湖南建材工业专科学校更名为湖南建材高等专科学校
- 1975年湖南大学(衡阳分校)创建
- 2003年湖南建材高等专科学校与湖南大学(衡阳分校)合并筹建湖南工学院
- 2007年湖南工学院正式挂牌，升格为本科院校

## 院系设置
- 机械工程学院
- 电气与信息工程学院
- 计算机与信息科学学院 （计算机信息处理与应用研究所）
- 外国语学院
- 安全与环境工程学院（人因与安全工程研究院）
- 建筑工程与艺术设计学院（建筑结构研究所）
- 材料与化学工程学院（新型建筑材料研究院）
- 经济与管理学院（旅游规划与设计研究所、大学生发展研究中心、衡阳市经济发展研究中心）
- 数理科学与能源工程学院
- 继续教育学院
- 马克思主义学院

- 工程训练中心
- 体育教学部
- 思想政治理论课教学科研部
- 网络信息中心
- 图书馆

## 重点学科
- 教育部特色专业
  - 安全工程
- 湖南省特色专业
  - 工商管理
- 教育部卓越工程师培养计划专业
  - 机械设计制造及其自动化
  - 无机非金属材料工程
  - 自动化
- 湖南省重点学科
  - 材料学

## 友好学校和单位
- 大亚湾核电站
- 三一重工
- 中联重科
- 湖南南方水泥集团有限公司
- 美国北亚利桑那大学
- 韩国亚洲大学
- 爱尔兰沃特福德理工学院
- 英国桑德兰大学
- 马来西亚马来亚大学
- 澳大利亚阳光海岸大学
- 台湾中华大学
- 日本星城大学